# Гаккель, Николай Августович
Николай Августович (Евстафиевич) Гаккель (1831—1900) — русский архитектор, академик архитектуры Императорской Академии художеств.

## Биография
Родился в Петербурге в 1831 году. Первоначальное образование получил в Ларинской гимназии (1842—1847), до окончания полного курса в которой поступил, вольноприходящим учеником, в архитектурный класс Императорской Академии художеств. В 1852 году аттестован Академией художеств на звание неклассного художника. В 1856 году признан «назначенным в академики» по представлению профессора Г. А. Боссе за работы по постройке Императорских конюшен на мызе «Знаменской» и перестройки особняка Кочубея. В 1857 году избран в академики.
С 1850-х годов состоял архитектором Петербургской портовой таможни, затем был переведён в департамент таможенных сборов, по поручению которого неоднократно командировался для постройки зданий в различные города (Либаву, Ревель, Севастополь и другие). С 1886 по 1895 год служил в петербургской городской управе на должности архитектора технического отделения. Имел награды: орден Святого Станислава 2-й степени (1893). Статский советник.
Скончался 31 марта (13 апреля) 1900 года.

## Проекты и постройки

### Санкт-Петербург
- Доходный дом Уклевского (включён в существующее здание). 9-я Красноармейская улица, 8 (1861)[10];
- Доходный дом A. Н. Бетлинга (надстройка). Набережная реки Мойки, 9 (1866)[11];
- Доходный дом (перестройка и расширение). 1-я линия ВО, 36; улица Репина, 37 (1866—1867)[12];
- Доходный дом Милицина. Большой проспект ПС, 28 / Мончегорская улица, 1 / Красносельская улица, 2 (1879)[13];
- Здание приюта церкви св. Екатерины. Курляндская улица, 29 (1882; расширено)[14];
- Дворовый флигель. 12-я линия ВО, 9 (1883)[15][6];
- Доходный дом Е. А. Шау. Улица Яблочкова, 14, литера В (1884; надстроен)[16];
- Доходный дом. Боровая улица, 47к3 (1892)[17];
- Доходный дом. Никольский переулок, 5 / Кустарный переулок, 2 (1896)[18];
- Жилой дом. Большая Зеленина улица, 18 (1898, не сохранилось)[19];
- Доходный дом. 18-я линия ВО, 13 (1899, надстроен)[20];
- Производственные сооружения товарищества Новой бумагопрядильни (перестройка и расширение). Набережная Обводного канала, 60 — Боровая улица, 47, двор (1887—1899)[6].

### Другие места
- Таможня в Севастополе (1876)[6][21].